# روبرت هودج (سياسي)
روبرت هودج (بالإنجليزية: Robert Hodge)‏ هو سياسي أسترالي، ولد في 1866 في المملكة المتحدة، وتوفي في 8 أبريل 1924 في أستراليا. انتخب عضو المجلس التشريعي ولاية كوينزلاند.